# Marek Czachorowski
Marek Lesław Czachorowski (ur. 14 sierpnia 1956 w Stalowej Woli) – polski publicysta i felietonista, filozof, etyk, doktor habilitowany nauk filozoficznych, nauczyciel akademicki.

## Życiorys
Studia teologiczne i filozoficzne odbył na Katolickim Uniwersytecie Lubelskim. Magisterium uzyskał w 1984 rozprawą na temat etyki i antropologii Romana Ingardena (promotor ks. prof. dr hab. Tadeusz Styczeń SDS). Doktorat obronił w 1997 na podstawie rozprawy pt. Stanowisko Karola Wojtyły/Jana Pawła II w sporze o miłość jako kryterium moralnej oceny antykoncepcji. W roku 2015 uzyskał tytuł dra habilitowanego na podstawie dorobku oraz pracy pt. Pietas. Spór o filozoficzne podstawy obowiązków wobec rodziców. Przewód habilitacyjny prowadził Uniwersytet Kardynała Stefana Wyszyńskiego w Warszawie - Wydział Filozofii Chrześcijańskiej.  
Od 1988 był zatrudniony jako asystent w Katedrze Etyki KUL. W 1999 został adiunktem w Instytucie Studiów nad Rodziną Uniwersytetu Kardynała Stefana Wyszyńskiego. Do 2014 wykładał w Podyplomowym Studium Rodziny KUL. Był wykładowcą w Wyższej Szkole Kultury Społecznej i Medialnej w Toruniu, Kujawsko-Pomorskiej Szkole Wyższej w Bydgoszczy oraz Instytucie Edukacji Narodowej przy Radiu Maryja. Od 2021 roku wykłada w Collegium Intermarium. Od 1986 jest członkiem Towarzystwa Odpowiedzialnego Rodzicielstwa, pełnił funkcję wiceprezesa Oddziału Lubelskiego. W latach 1996–2011 był członkiem korespondentem Papieskiej Akademii Życia. Jest członkiem Polskiego Towarzystwa Tomasza z Akwinu.
Był felietonistą i publicystą Radia Maryja (audycja Myśląc Ojczyzna), Telewizji Trwam i „Naszego Dziennika”. Jest autorem ponad 40 publikacji naukowych i popularnonaukowych, w tym kilku książek. W 1990 został laureatem Nagrody Jana Pawła II za działalność w obronie życia poczętego oraz kultury odpowiedzialnego rodzicielstwa.

## Publikacje
- Nowy imperializm, czyli o tzw. edukacji seksualnej, Warszawa 1995,
- Wiek rewolucji seksualnej, Warszawa 1999,
- Ku epoce rodziny. Wskazania zawarte w listach Ojca Świętego Jana Pawła II kierowanych do Instytutu Studiów nad Rodziną UKSW w Łomiankach, Łomianki, 2000,
- Europytania. Unia Europejska a prawa człowieka, Lublin 2003,
- Heterofobia? Homoseksualizm a greckie korzenie Europy (wydanie pierwsze, Tychy 2006 Maternus Media),
- Spór o nierozerwalność małżeństwa. Analiza filozoficzna, Lublin 2009.